# Grubišno Polje
Grubišno Polje (česky Hrubečné Pole) je město v Chorvatsku v Bjelovarsko-bilogorské župě. Ve zdejší opčině žije 7 523 obyvatel v 2 708 rodinných domácnostech, z nichž 62 % tvoří Chorvati, 18 % Češi, 11 % Srbové, zbytek tvoří ostatní národy. Grubišno Polje je městem s největším podílem české menšiny; Češi sem přišli na konci 19. století osídlit tehdejší jižní pohraničí Rakousko-Uherska. Dalšími místy, kde žijí v Chorvatsku Češi, jsou město Daruvar a opčiny Končanica (česky Končenice) a Dežanovac (česky Dežanovec).

## Demografie

### Opčina Grubišno Polje
| Obyvatelstvo | Obyvatelstvo | Obyvatelstvo | Obyvatelstvo | Obyvatelstvo | Obyvatelstvo | Obyvatelstvo | Obyvatelstvo | Obyvatelstvo | Obyvatelstvo | Obyvatelstvo | Obyvatelstvo | Obyvatelstvo | Obyvatelstvo | Obyvatelstvo | Obyvatelstvo |
| ------------ | ------------ | ------------ | ------------ | ------------ | ------------ | ------------ | ------------ | ------------ | ------------ | ------------ | ------------ | ------------ | ------------ | ------------ | ------------ |
| 1857         | 1869         | 1880         | 1890         | 1900         | 1910         | 1921         | 1931         | 1948         | 1953         | 1961         | 1971         | 1981         | 1991         | 2001         | 2011         |
| 6 930        | 8 119        | 9 069        | 12 664       | 14 785       | 15 809       | 15 532       | 16 101       | 13 037       | 13 792       | 13 370       | 11 772       | 10 506       | 9 716        | 7 523        | 6 478        |

### Sídlo Grubišno Polje

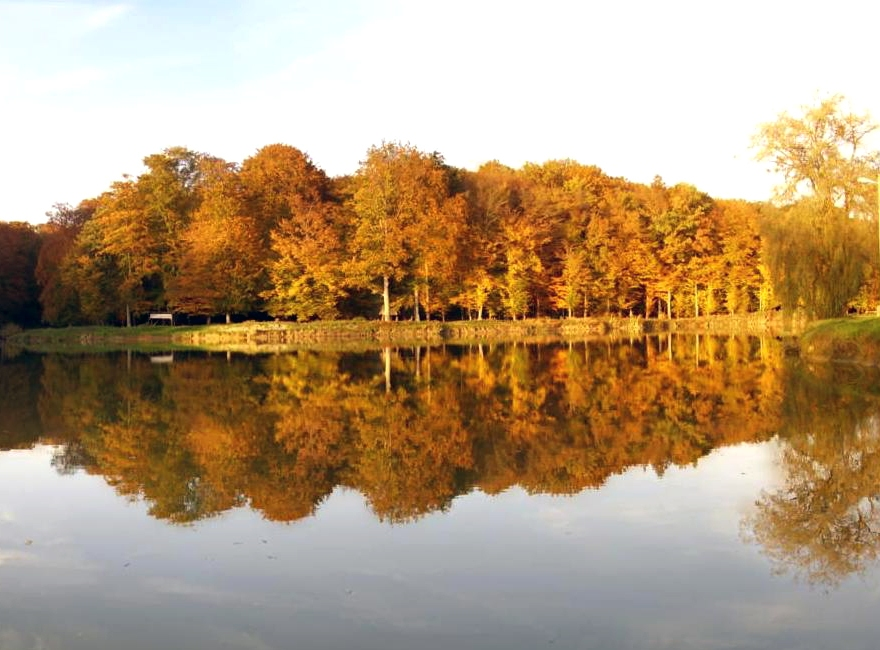
Rybník "Bára"

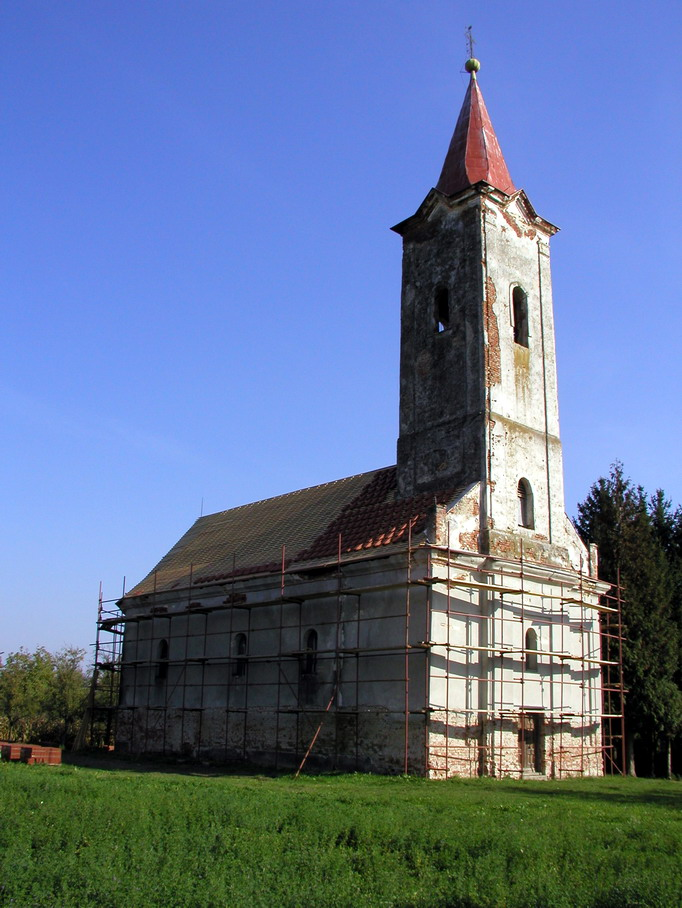
Pravoslavná církev Svatý Jiří

| obyvatelstvo | obyvatelstvo | obyvatelstvo | obyvatelstvo | obyvatelstvo | obyvatelstvo | obyvatelstvo | obyvatelstvo | obyvatelstvo | obyvatelstvo | obyvatelstvo | obyvatelstvo | obyvatelstvo | obyvatelstvo | obyvatelstvo | obyvatelstvo |
| ------------ | ------------ | ------------ | ------------ | ------------ | ------------ | ------------ | ------------ | ------------ | ------------ | ------------ | ------------ | ------------ | ------------ | ------------ | ------------ |
| 1857         | 1869         | 1880         | 1890         | 1900         | 1910         | 1921         | 1931         | 1948         | 1953         | 1961         | 1971         | 1981         | 1991         | 2001         | 2011         |
| 970          | 1 202        | 1 544        | 1 703        | 1 873        | 2 229        | 2 238        | 2 262        | 2 381        | 2 591        | 2 655        | 2 741        | 3 060        | 3 501        | 3 171        | 2 917        |